# Cissy Strut
Cissy Strut è un album raccolta dei The Meters, pubblicato dalla Island Records nel 1974.

## Tracce
Brani composti da Art Neville, Leo Nocentelli, George Porter Jr., Joseph Modeliste, eccetto dove indicato
Lato A
1. Look-Ka Py Py – 3:12 – Tratto dall'album: Look-Ka Py Py (1970)
2. Tippi Toes – 2:19 – Tratto dall'album: Struttin' (1970)
3. Darlin' Darlin' – 2:46 (Roquel, B. Davis) – Tratto dall'album: Struttin' (1970)
4. 9 'Till 5 – 2:45 – Tratto dall'album: Look-Ka Py Py (1970)
5. Thinking – 1:35 – Tratto dall'album: Look-Ka Py Py (1970)
6. Funky Miracle – 2:22 – Tratto dall'album: Look-Ka Py Py (1970)
7. Cissy Strut – 2:59 – Tratto dall'album: The Meters (1969)

Durata totale: 17:58
Lato B
1. Chicken Strut – 2:43 – Tratto dall'album: Struttin' (1970)
2. Live Wire – 2:28 – Tratto dall'album: The Meters (1969)
3. Here Comes the Meter Man – 2:49 – Tratto dall'album: The Meters (1969)
4. Ease Back – 2:55 – Tratto dall'album: The Meters (1969)
5. Ride Your Pony – 3:13 (Naomi Neville) – Tratto dall'album: Struttin' (1970)
6. Sophisticated Cissy – 2:51 – Tratto dall'album: The Meters (1969)

Durata totale: 16:59

## Musicisti
- Art Neville - organo
- Art Neville - voce solista (brani: Darlin' Darlin' e Ride Your Pony)
- Leo Nocentelli - chitarra
- George Porter Jr. - basso
- Joseph Zig Modeliste - batteria